# Grad Belaj
Grad Belaj ali dvorec Belaj (hrvaško Dvorac Belaj, italijansko Castello Bellai, nemško Schloss Bellay)) je pozno srednjeveški grad, ki stoji na vrhu manjšega griča, 212 n.v.  v zaselku Belaj, ob lokalni cesti med vasjo Paz in Šušnjevico. Nahaja se 3 km jugovzhodno od Paza v občini Cerovlje v Istrski županiji na Hrvaškem. Od leta 2017 je obnovljeni grad odprt za javnost s sobo za degustacijo vina, restavracijo, vinoteko in vinsko kletjo. Sedanja posest vključuje tudi 17 ha vinogradov. 

## Zgodovina
Manjši dvor, predhodnik gradu, se prvič omenja leta 1367 kot  Bray  v listini oglejskega patriarha, s katero je bil za eno leto izročen oglejskemu vazalu Dujmu iz Sv. Vida iz Reke.  Sredi 16. stoletja je bil lastnik fevda Janez Barbo. Po uskoški vojni (1615–17), v kateri je bil opustošen grad Šabec ali Sv. Martin pri Posertu, prejšnje središče posesti, je Danijel Barbo Waxensteinski zgradil ta grad v bližini kot novo rezidenco. V lasti njegovih potomcev je bil do leta 1668, ko je bil ob Pazu, Čepiću in Kožljaku prodan knezu Janezu Vajkardu Turjaškemu (Auerspergu), ki je bil prvi minister in minister za zunanje zadeve Avstrijskega cesarstva oziroma cesarja Leopolda I. Habsburškega. Leta 1701 po nakupu celotne Pazinske grofije, je vse te gradove in posesti Janez združil v en sam dvor »Wachsenstein« (Kožljak), središče iz srednjeveškega gradu Kozljak, po katerem je dobil ime, pa je prenesel v Belaj. Janezovi dediči so grad v baročnem slogu konec 17. in v 18. stoletju predelali v rustikalni grad. V njihovi lasti je bil do leta 1945, ko ga je jugoslovanska vlada nacionalizirala in dala v uporabo lokalni kmetijski zadrugi. V 21. stoletju je dvorec in posest kupila družina Belaj in ustanovila Vinerijo Dvorec Belaj.

## Trenutno stanje gradu
Danes je grad ali dvorec registriran spomenik kulturne dediščine, v zasebni lasti, obnovljen in zelo dobro ohranjen. Osrednji stanovanjski del palače je pravokotnega tlorisa, 40 x 20 metrov (131 x 66 ft), s štirinadstropnimi krili. Notranje dvorišče s treh strani zapirajo polkrožne arkade v pritličju in nadstropju, vhod v severozahodni trakt pa zapirata s kamnitim portalom okrašeno pročelje in plitka atika z naramnico in zvonom iz 18. stoletja, ko je bil trakt nadgrajen za eno nadstropje. Videz gradu pred posegom se je ohranil v Valvasorjevi risbi oziroma bakrorezu iz leta 1679. Na stenah galerije v prvem nadstropju so bile do nedavnega naslikane pokrajine, ki so upodabljale grad in njegovo okolico. Levo in desno od rezidenčnega palacija so v isti liniji postavljena gospodarska poslopja s kletmi, hlevi in skednji, ki so povezani z grajskim visokim obzidjem. To so dolge in ozke enonadstropne stavbe z dvokapno streho.
V pritličju je privatna kapela sv. Henrika kralja, z baročnim marmornim oltarjem in poslikano oltarno sliko, nagrobniki družine Barbo (Laure Barbo) in nagrobniki plemiških družin iz Kršana (Andreja Kršanskega), Kozljaka (Martina Mojsesa, ki ima glagoljaški napis) in nagrobniki plemičev iz Paza, preneseni v Belaj iz cerkve Sv. Marije Device na Čepićkem jezeru po zaprtju pavlinskega samostana leta 1783.